# غبرستان حیوانات خانگی ۲
غبرستان حیوانات خانگی ۲ (انگلیسی: Pet Sematary Two) فیلمی در ژانر ترسناک به کارگردانی ماری لمبرت است که در سال ۱۹۹۲ منتشر شد.
این فیلم دنباله فیلم غبرستان حیوانات خانگی است.

## بازیگران
- ادوارد فرلانگ
- آنتونی ادواردز
- کلنسی براون
- دارلن فلوگل
- اتپ
- لیسا والتس
- جرد راشتون